# Mitchells grupp
Inom matematiken är Mitchells grupp en komplex reflektionsgrupp i 6 komplexa dimensioner av ordning 108 × 9!, introducerad av Mitchell (1914). Den har strukturen 6.PSU4(F3).2. Som en komplex reflektionsgrupp har den 126 reflektioner av ordning 2, och dess ring av invarianter är en polynomalgebra med generatorer av graderna 6, 12, 18, 24, 30, 42.
Mitchells grupp är en delgrupp av index 2 av automorfismgruppen av Coxeter–Todds gitter. 